# Chińska Republika Ludowa na Zimowych Igrzyskach Olimpijskich 2018
Chińska Republika Ludowa na Zimowych Igrzyskach Olimpijskich 2018 – występ kadry sportowców reprezentujących Chińską Republikę Ludową na igrzyskach olimpijskich w Pjongczangu w 2018 roku. W reprezentacji znalazło się 80 zawodników: 34 mężczyzn i 46 kobiet. Był to jedenasty start reprezentacji Chińskiej Republiki Ludowej na zimowych igrzyskach olimpijskich.

## Statystyki według dyscyplin
| Lp.     | Dyscyplina            | Mężczyźni | Kobiety | Łącznie |
| ------- | --------------------- | --------- | ------- | ------- |
| 1       | Biathlon              | –         | 2       | 2       |
| 2       | Biegi narciarskie     | 2         | 2       | 4       |
| 3       | Bobsleje              | 5         | –       | 5       |
| 4       | Curling               | 1         | 6       | 7       |
| 5       | Łyżwiarstwo figurowe  | 6         | 5       | 11      |
| 6       | Łyżwiarstwo szybkie   | 5         | 8       | 13      |
| 7       | Narciarstwo alpejskie | 1         | 1       | 2       |
| 8       | Narciarstwo dowolne   | 6         | 9       | 15      |
| 9       | Short track           | 5         | 5       | 10      |
| 10      | Skeleton              | 1         | –       | 1       |
| 11      | Skoki narciarskie     | –         | 1       | 1       |
| 12      | Snowboarding          | 2         | 7       | 9       |
| Łącznie | Łącznie               | 34        | 46      | 80      |

## Zdobyte medale
| Medal  | Zawodnik                                  | Dyscyplina           | Konkurencja                 | Rezultat   | Data      |
| ------ | ----------------------------------------- | -------------------- | --------------------------- | ---------- | --------- |
| Złoto  | Wu Dajing                                 | Short track          | bieg na 500 m kobiet        | 39,584     | 13 lutego |
| Srebro | Sui Wenjing Han Cong                      | Łyżwiarstwo figurowe | Pary sportowe               | 235,47 pkt | 15 lutego |
| Srebro | Jia Zongyang                              | Narciarstwo dowolne  | skoki akrobatyczne mężczyzn | 128,05 pkt | 18 lutego |
| Srebro | Zhang Xin                                 | Narciarstwo dowolne  | skoki akrobatyczne kobiet   | 95,52 pkt  | 16 lutego |
| Srebro | Wu Dajing Han Tianyu Ren Ziwei Xu Hongzhi | Short track          | sztafeta mężczyzn           | 6:32,035   | 22 lutego |
| Srebro | Li Jinju                                  | Short track          | bieg na 1500 m kobiet       | 2:25,703   | 17 lutego |
| Srebro | Liu Jiayu                                 | Snowboarding         | Halfpipe kobiet             | 89,75      | 13 lutego |
| Brąz   | Gao Tingyu                                | Łyżwiarstwo szybkie  | 500 m mężczyzn              | 34,56 s    | 19 lutego |
| Brąz   | Kong Fanyu                                | Narciarstwo dowolne  | skoki akrobatyczne kobiet   | 70,14 pkt  | 16 lutego |

## Skład kadry

### Biathlon
| Zawodnik    | Konkurencja           | Czas    | Kary | Pozycja | Źródło |
| ----------- | --------------------- | ------- | ---- | ------- | ------ |
| Zhang Yan   | Sprint kobiet         | 23:14,0 | 1    | 38.     | [ 1 ]  |
| Tang Jialin | Sprint kobiet         | 24:30,3 | 3    | 70.     | [ 1 ]  |
| Zhang Yan   | bieg pościgowy kobiet | 35:16,7 | 3    | 45.     | [ 2 ]  |
| Zhang Yan   | Bieg indywidualny     | 47:29,6 | 4    | 59.     | [ 3 ]  |
| Tang Jialin | Bieg indywidualny     | 48:12,0 | 2    | 66.     | [ 3 ]  |

### Biegi narciarskie
Mężczyźni
| Zawodnik               | Konkurencja      | Eliminacje | Eliminacje | Ćwierćfinał | Ćwierćfinał | Półfinał | Półfinał | Finał     | Finał   | Źródło |
| Zawodnik               | Konkurencja      | czas       | Pozycja    | czas        | Pozycja     | czas     | Pozycja  | czas      | Pozycja | Źródło |
| ---------------------- | ---------------- | ---------- | ---------- | ----------- | ----------- | -------- | -------- | --------- | ------- | ------ |
| Sun Qinghai            | Bieg na 15 km    | N/A        | N/A        | N/A         | N/A         | N/A      | N/A      | 41:55,7   | 98.     | [ 4 ]  |
| Wang Qiang             | Bieg na 15 km    | N/A        | N/A        | N/A         | N/A         | N/A      | N/A      | DSQ       | DSQ     | [ 4 ]  |
| Wang Qiang             | Bieg na 30 km    | N/A        | N/A        | N/A         | N/A         | N/A      | N/A      | LAP       | 64.     | [ 5 ]  |
| Wang Qiang             | Bieg na 50 km    | N/A        | N/A        | N/A         | N/A         | N/A      | N/A      | 2:34:43,0 | 59.     | [ 6 ]  |
| Wang Qiang             | Sprint           | 3:31,56    | 66.        | NQ          | NQ          | NQ       | NQ       | NQ        | NQ      | [ 7 ]  |
| Sun Qinghai            | Sprint           | DSQ        | DSQ        | NQ          | NQ          | NQ       | NQ       | NQ        | NQ      | [ 7 ]  |
| Wang Qiang Sun Qinghai | Sprint drużynowy | N/A        | N/A        | N/A         | N/A         | 18:11,95 | 14.      | NQ        | NQ      | [ 8 ]  |

Kobiety
| Zawodnik           | Konkurencja      | Eliminacje | Eliminacje | Ćwierćfinał | Ćwierćfinał | Półfinał | Półfinał | Finał     | Finał   | Źródło |
| Zawodnik           | Konkurencja      | czas       | Pozycja    | czas        | Pozycja     | czas     | Pozycja  | czas      | Pozycja | Źródło |
| ------------------ | ---------------- | ---------- | ---------- | ----------- | ----------- | -------- | -------- | --------- | ------- | ------ |
| Li Xin             | Bieg na 10 km    | N/A        | N/A        | N/A         | N/A         | N/A      | N/A      | 27:44,5   | 36.     | [ 9 ]  |
| Chi Chunxue        | Bieg na 10 km    | N/A        | N/A        | N/A         | N/A         | N/A      | N/A      | 28:49,7   | 55.     | [ 9 ]  |
| Li Xin             | Bieg na 15 km    | N/A        | N/A        | N/A         | N/A         | N/A      | N/A      | 46:01,9   | 51.     | [ 10 ] |
| Chi Chunxue        | Bieg na 15 km    | N/A        | N/A        | N/A         | N/A         | N/A      | N/A      | 46:39,0   | 55.     | [ 10 ] |
| Li Xin             | Bieg na 30 km    | N/A        | N/A        | N/A         | N/A         | N/A      | N/A      | 1:31:41,4 | 23.     | [ 11 ] |
| Chi Chunxue        | Bieg na 30 km    | N/A        | N/A        | N/A         | N/A         | N/A      | N/A      | 1:42:03,2 | 44.     | [ 11 ] |
| Li Xin             | Sprint           | 3:33,61    | 49.        | NQ          | NQ          | NQ       | NQ       | NQ        | NQ      | [ 12 ] |
| Chi Chunxue        | Sprint           | 3:42,70    | 57.        | NQ          | NQ          | NQ       | NQ       | NQ        | NQ      | [ 12 ] |
| Li Xin Chi Chunxue | Sprint drużynowy | N/A        | N/A        | N/A         | N/A         | 17:35,94 | 9.       | NQ        | NQ      | [ 13 ] |

### Bobsleje
| Zawodnicy                                  | Konkurencja     | Ślizg 1 | Ślizg 1 | Ślizg 2 | Ślizg 2 | Ślizg 3 | Ślizg 3 | Ślizg 4 | Ślizg 4 | Łącznie | Pozycja | Źródło                             |
| Zawodnicy                                  | Konkurencja     | Czas    | Miejsce | Czas    | Miejsce | Czas    | Miejsce | Czas    | Miejsce | Łącznie | Pozycja | Źródło                             |
| ------------------------------------------ | --------------- | ------- | ------- | ------- | ------- | ------- | ------- | ------- | ------- | ------- | ------- | ---------------------------------- |
| Li Chunjian Wang Sidong                    | Dwójki mężczyzn | 50,13   | 26.     | 50,21   | 27.     | 50,15   | 27.     | NQ      | NQ      | 2:30,97 | 26.     | [ 14 ]                             |
| Jin Jian Shi Hao                           | Dwójki mężczyzn | 50,47   | 29.     | 50,17   | 26.     | 50,33   | 28.     | NQ      | NQ      | 2:30,97 | 29.     | [ 14 ]                             |
| Shao Yujin Li Chunjian Wang Sidong Shi Hao | Czwórki         | 49,79   | 26.     | 50,01   | 27.     | 49,94   | 23.     | NQ      | NQ      | 2:29,74 | 26.     | [ 15 ] [ 16 ] [ 17 ] [ 18 ] [ 19 ] |

### Curling
| Drużyna                                              | Konkurencja            | Faza grupowa     | Faza grupowa           | Faza grupowa          | Faza grupowa          | Faza grupowa            | Faza grupowa            | Faza grupowa             | Faza grupowa     | Faza grupowa     | Faza grupowa | Tie-breaker      | Półfinały        | Finał/3.miejsce  | Pozycja | Źródło |
| Drużyna                                              | Konkurencja            | Przeciwnik Wynik | Przeciwnik Wynik       | Przeciwnik Wynik      | Przeciwnik Wynik      | Przeciwnik Wynik        | Przeciwnik Wynik        | Przeciwnik Wynik         | Przeciwnik Wynik | Przeciwnik Wynik | Pozycja      | Przeciwnik Wynik | Przeciwnik Wynik | Przeciwnik Wynik | Pozycja | Źródło |
| ---------------------------------------------------- | ---------------------- | ---------------- | ---------------------- | --------------------- | --------------------- | ----------------------- | ----------------------- | ------------------------ | ---------------- | ---------------- | ------------ | ---------------- | ---------------- | ---------------- | ------- | ------ |
| Wang Bingyu Zhou Yan Liu Jinli Ma Jingyi Jiang Xindi | Turniej kobiet         | Szwajcaria · 7:2 | Sportowcy z Rosji 6:7  | Wielka Brytania · 7:8 | Japonia · 7:6         | Dania · 10:7            | Korea Południowa · 5:12 | Stany Zjednoczone · 4:10 | Kanada · 7:5     | Szwecja · 4:8    | 5.           | NQ               | NQ               | NQ               | 5.      | [ 20 ] |
| Wang Rui Ba Dexin                                    | turniej par mieszanych | Szwajcaria · 5:7 | Korea Południowa · 8:7 | Kanada · 4:10         | Sportowcy z Rosji 5:6 | Stany Zjednoczone · 6:4 | Finlandia · 10:5        | Norwegia · 9:3           | N/A              | N/A              | 4.           | Norwegia · 7:9   | NQ               | NQ               | 4.      | [ 20 ] |

### Łyżwiarstwo figurowe
| Zawodnik              | Konkurencja   | Program krótki | Program krótki | Program dowolny | Program dowolny | Łączna nota | Pozycja | Źródło               |
| Zawodnik              | Konkurencja   | Nota           | Pozycja        | Nota            | Pozycja         | Łączna nota | Pozycja | Źródło               |
| --------------------- | ------------- | -------------- | -------------- | --------------- | --------------- | ----------- | ------- | -------------------- |
| Li Xiangning          | solistki      | 52,46          | 24.            | 101,97          | 20.             | 154,43      | 22.     | [ 21 ]               |
| Jin Boyang            | soliści       | 103,32         | 4.             | 194,45          | 5.              | 297,77      | 4.      | [ 22 ] [ 23 ] [ 24 ] |
| Yan Han               | soliści       | 80,63          | 19.            | 132,38          | 23.             | 213,01      | 23.     | [ 22 ] [ 23 ] [ 24 ] |
| Sui Wenjing Han Cong  | pary sportowe | 82,39          | 1.             | 153,08          | 3.              | 235,47      | srebro  | [ 25 ] [ 26 ] [ 27 ] |
| Yu Xiaoyu Zhang Hao   | pary sportowe | 75,58          | 5.             | 128,52          | 11.             | 204,10      | 8.      | [ 25 ] [ 26 ] [ 27 ] |
| Peng Cheng Jin Yang   | pary sportowe | 62,61          | 17.            | NQ              | NQ              | 62,71       | 17.     | [ 25 ] [ 26 ] [ 27 ] |
| Wang Shiyue Liu Xinyu | Pary taneczne | 57,81          | 22.            | NQ              | NQ              | 57,81       | 22.     | [ 28 ] [ 29 ] [ 30 ] |

Drużynowo
| Konkurencja      | Zawodnik                                                           | Soliści       | Soliści | Solistki      | Solistki | Pary sportowe | Pary sportowe | Pary taneczne | Pary taneczne | Wynik  | Wynik   | Źródło                                                         |
| Konkurencja      | Zawodnik                                                           | SP            | FS      | SP            | FS       | SP            | FS            | SD            | FD            | Punkty | Miejsce |                                                                |
| ---------------- | ------------------------------------------------------------------ | ------------- | ------- | ------------- | -------- | ------------- | ------------- | ------------- | ------------- | ------ | ------- | -------------------------------------------------------------- |
| Zawody drużynowe | Yan Han Li Xiangning Yu Xiaoyu / Zhang Hao Wang Shiyue / Liu Xinyu | 77,10 (4 pkt) | NQ      | 58,62 (4 pkt) | NQ       | 69,17 (6 pkt) | NQ            | 56,98 (4 pkt) | NQ            | 18     | 6.      | [ 31 ] [ 32 ] [ 33 ] [ 34 ] [ 35 ] [ 36 ] [ 37 ] [ 38 ] [ 39 ] |

### Łyżwiarstwo szybkie
| Zawodnik               | Konkurencja     | Czas     | Miejsce | Źródło |
| ---------------------- | --------------- | -------- | ------- | ------ |
| Gao Tingyu             | 500 m mężczyzn  | 34,65    | brąz    | [ 40 ] |
| Yang Tao               | 500 m mężczyzn  | 34,51    | 27.     | [ 40 ] |
| Xie Jiaxuan            | 500 m mężczyzn  | 35,545   | 31.     | [ 40 ] |
| Yang Tao               | 1000 m mężczyzn | 1:10,10  | 26.     | [ 41 ] |
| Xiakaini A’erchenghazi | 1500 m mężczyzn | 1:50,16  | 32.     | [ 42 ] |
| Yu Jing                | 500 m kobiet    | 37,81    | 9.      | [ 43 ] |
| Zhang Hong             | 500 m kobiet    | 38,39    | 15.     | [ 43 ] |
| Tian Ruining           | 500 m kobiet    | 38,86    | 20.     | [ 43 ] |
| Zhang Hong             | 1000 m kobiet   | 1:15,67  | 11.     | [ 44 ] |
| Yu Jing                | 1000 m kobiet   | 1:16,361 | 17.     | [ 44 ] |
| Tian Ruining           | 1000 m kobiet   | 1:16,69  | 21.     | [ 44 ] |
| Hao Jiachen            | 1500 m kobiet   | 1:59,58  | 20.     | [ 45 ] |
| Tian Ruining           | 1500 m kobiet   | 2:00,29  | 23.     | [ 45 ] |
| Hao Jiachen            | 3000 m kobiet   | 4:15,56  | 21.     | [ 46 ] |
| Liu Jing               | 3000 m kobiet   | 4:20,95  | 24.     | [ 46 ] |

| Zawodnik                   | Konkurencja           | Ćwierćfinał | Ćwierćfinał | Półfinał   | Półfinał | Finał      | Finał   | Pozycja | Źródło |
| Zawodnik                   | Konkurencja           | Przeciwnik  | Czas        | Przeciwnik | Czas     | Przeciwnik | Czas    | Pozycja | Źródło |
| -------------------------- | --------------------- | ----------- | ----------- | ---------- | -------- | ---------- | ------- | ------- | ------ |
| Han Mei Hao Jiachen Li Dan | bieg drużynowy kobiet | Japonia     | 3:00,01     | NQ         | NQ       | Niemcy     | 3:00,04 | 5.      | [ 48 ] |
| Wang Hongli                | bieg masowy mężczyzn  | N/A         | N/A         | –          | 8:00,97  | NQ         | NQ      | NQ      | [ 48 ] |
| Guo Dan                    | bieg masowy kobiet    | N/A         | N/A         | –          | 8:54,20  | –          | 8:33,90 | 10.     | [ 48 ] |
| Li Dan                     | bieg masowy kobiet    | N/A         | N/A         | –          | 8:32,49  | –          | 8:50,48 | 5.      | [ 48 ] |

### Narciarstwo alpejskie
| Zawodnik       | Konkurencja       | 1 przejazd | 1 przejazd | 2 przejazd | 2 przejazd | Łącznie | Łącznie | Źródło |
| Zawodnik       | Konkurencja       | Czas       | Pozycja    | Czas       | Pozycja    | Czas    | Pozycja | Źródło |
| -------------- | ----------------- | ---------- | ---------- | ---------- | ---------- | ------- | ------- | ------ |
| Zhang Yangming | slalom gigant (m) | 1:25,73    | 79.        | 1:22,95    | 69.        | 2:48,68 | 69.     | [ 49 ] |
| Kong Fanying   | slalom gigant (k) | 1:26,30    | 61.        | 1:23,58    | 56.        | 2:49,88 | 55.     | [ 50 ] |
| Kong Fanying   | slalom (k)        | DNF        | DNF        | DNF        | DNF        | DNF     | DNF     | [ 51 ] |

### Narciarstwo dowolne
Skoki akrobatyczne
| Zawodnicy     | Konkurencja                 | Kwalifikacje | Kwalifikacje | Kwalifikacje | Kwalifikacje | Finał  | Finał   | Finał  | Finał   | Finał  | Finał   | Źródło        |
| Zawodnicy     | Konkurencja                 | Skok 1       | Skok 1       | Skok 2       | Skok 2       | Skok 1 | Skok 1  | Skok 2 | Skok 2  | Skok 3 | Skok 3  | Źródło        |
| Zawodnicy     | Konkurencja                 | Punkty       | Miejsce      | Punkty       | Miejsce      | Punkty | Miejsce | Punkty | Miejsce | Punkty | Miejsce | Źródło        |
| ------------- | --------------------------- | ------------ | ------------ | ------------ | ------------ | ------ | ------- | ------ | ------- | ------ | ------- | ------------- |
| Qi Guangpu    | skoki akrobatyczne mężczyzn | 126,70       | 2.           | N/A          | N/A          | 127,77 | 1.      | 122,17 | 7.      | NQ     | NQ      | [ 52 ] [ 53 ] |
| Jia Zongyang  | skoki akrobatyczne mężczyzn | 126,55       | 3.           | N/A          | N/A          | 118,55 | 9.      | 128,76 | 1.      | 128,05 | srebro  | [ 52 ] [ 53 ] |
| Liu Zhongqing | skoki akrobatyczne mężczyzn | 107,08       | 16.          | 123,08       | 4.           | 119,47 | 8.      | 94,57  | 9.      | NQ     | NQ      | [ 52 ] [ 53 ] |
| Wang Xindi    | skoki akrobatyczne mężczyzn | 121,24       | 10.          | 96,38        | 8.           | NQ     | NQ      | NQ     | NQ      | NQ     | NQ      | [ 52 ] [ 53 ] |
| Xu Mengtao    | skoki akrobatyczne kobiet   | 99,37        | 3.           | N\A          | N\A          | 91,00  | 2.      | 59,25  | 9.      | NQ     | NQ      | [ 54 ] [ 55 ] |
| Zhang Xin     | skoki akrobatyczne kobiet   | 90,24        | 6.           | N/A          | N/A          | 87,25  | 6.      | 94,11  | 2.      | 95,52  | srebro  | [ 54 ] [ 55 ] |
| Yan Ting      | skoki akrobatyczne kobiet   | 80,95        | 13.          | 82,94        | 9.           | NQ     | NQ      | NQ     | NQ      | NQ     | NQ      | [ 54 ] [ 55 ] |
| Kong Fanyu    | skoki akrobatyczne kobiet   | 89,77        | 7.           | 95,17        | 2.           | 89,77  | 4.      | 97,29  | 1.      | 70,14  | brąz    | [ 54 ] [ 55 ] |

Jazda po muldach
| Zawodnicy  | Konkurencja             | Kwalifikacje | Kwalifikacje | Kwalifikacje | Kwalifikacje | Kwalifikacje | Kwalifikacje | Finał      | Finał      | Finał      | Finał      | Finał      | Finał      | Finał      | Finał      | Finał      | Źródło        |
| Zawodnicy  | Konkurencja             | Przejazd 1   | Przejazd 1   | Przejazd 1   | Przejazd 2   | Przejazd 2   | Przejazd 2   | Przejazd 1 | Przejazd 1 | Przejazd 1 | Przejazd 2 | Przejazd 2 | Przejazd 2 | Przejazd 3 | Przejazd 3 | Przejazd 3 | Źródło        |
| Zawodnicy  | Konkurencja             | Czas         | Punkty       | Miejsce      | Czas         | Punkty       | Miejsce      | Czas       | Punkty     | Miejsce    | Czas       | Punkty     | Miejsce    | Czas       | Punkty     | Miejsce    | Źródło        |
| ---------- | ----------------------- | ------------ | ------------ | ------------ | ------------ | ------------ | ------------ | ---------- | ---------- | ---------- | ---------- | ---------- | ---------- | ---------- | ---------- | ---------- | ------------- |
| Wang Jin   | jazda po muldach kobiet | 34,87        | 51,29        | 27.          | 35,50        | 51,80        | 18.          | NQ         | NQ         | NQ         | NQ         | NQ         | NQ         | NQ         | NQ         | NQ         | [ 56 ] [ 57 ] |
| Guan Ziyan | jazda po muldach kobiet | 36,30        | 48,11        | 28.          | 35,01        | 43,06        | 19.          | NQ         | NQ         | NQ         | NQ         | NQ         | NQ         | NQ         | NQ         | NQ         | [ 56 ] [ 57 ] |

Halfpipe
| Zawodnicy     | Konkurencja       | Kwalifikacje | Kwalifikacje | Kwalifikacje | Kwalifikacje | Finał   | Finał   | Finał   | Finał     | Finał   | Źródło |
| Zawodnicy     | Konkurencja       | Ślizg 1      | Ślizg 2      | Najlepszy    | Miejsce      | Ślizg 1 | Ślizg 2 | Ślizg 3 | Najlepszy | Miejsce | Źródło |
| ------------- | ----------------- | ------------ | ------------ | ------------ | ------------ | ------- | ------- | ------- | --------- | ------- | ------ |
| Mao Bingqiang | halfpipe mężczyzn | 53,00        | 54,60        | 54,60        | 20.          | NQ      | NQ      | NQ      | NQ        | NQ      | [ 58 ] |
| Kong Xiangrui | halfpipe mężczyzn | 47,40        | 50,80        | 50,80        | 23.          | NQ      | NQ      | NQ      | NQ        | NQ      | [ 58 ] |
| Zhang Kexin   | halfpipe kobiet   | 80,60        | 81,00        | 81,00        | 8.           | 73,00   | 55,40   | 71,00   | 73,00     | 9.      | [ 59 ] |
| Chai Hong     | halfpipe kobiet   | 58,00        | 63,60        | 63,60        | 19.          | NQ      | NQ      | NQ      | NQ        | NQ      | [ 59 ] |
| Wu Meng       | halfpipe kobiet   | 53,40        | 61,00        | 61,00        | 20.          | NQ      | NQ      | NQ      | NQ        | NQ      | [ 59 ] |

### Short track
Mężczyźni
| Zawodnik                                  | Konkurencja         | Kwalifikacje | Kwalifikacje | Ćwierćfinał | Ćwierćfinał | Półfinał | Półfinał | Finał    | Finał   | Źródło |
| Zawodnik                                  | Konkurencja         | Czas         | Miejsce      | Czas        | Miejsce     | Czas     | Miejsce  | Czas     | Miejsce | Źródło |
| ----------------------------------------- | ------------------- | ------------ | ------------ | ----------- | ----------- | -------- | -------- | -------- | ------- | ------ |
| Wu Dajing                                 | Bieg na 500 metrów  | 40,264       | 1.           | 39,800      | 1.          | 40,087   | 1.       | 39,584   | złoto   | [ 60 ] |
| Ren Ziwei                                 | Bieg na 500 metrów  | 40,294       | 1.           | 40,032      | 1.          | 40,418   | 3.       | 40,694   | 6.      | [ 60 ] |
| Han Tianyu                                | Bieg na 500 metrów  | 40,744       | 2.           | 1:14,891    | 3.          | NQ       | NQ       | NQ       | NQ      | [ 60 ] |
| Ren Ziwei                                 | Bieg na 1000 metrów | DSQ          | DSQ          | NQ          | NQ          | NQ       | NQ       | NQ       | NQ      | [ 60 ] |
| Wu Dajing                                 | Bieg na 1000 metrów | 1:23,463     | 2.           | DSQ         | DSQ         | NQ       | NQ       | NQ       | NQ      | [ 60 ] |
| Han Tianyu                                | Bieg na 1000 metrów | DSQ          | DSQ          | NQ          | NQ          | NQ       | NQ       | NQ       | NQ      | [ 60 ] |
| Han Tianyu                                | Bieg na 1500 metrów | 2:38,865     | 5.           | N/A         | N/A         | 2:11,827 | 4.       | 2:26,281 | 8.      | [ 60 ] |
| Wu Dajing                                 | Bieg na 1500 metrów | 2:15,823     | 3.           | N/A         | N/A         | DSQ      | DSQ      | NQ       | NQ      | [ 60 ] |
| Xu Hongzhi                                | Bieg na 1500 metrów | 2:35,61      | 5.           | N/A         | N/A         | 2:19,310 | 6.       | NQ       | NQ      | [ 60 ] |
| Wu Dajing Han Tianyu Ren Ziwei Xu Hongzhi | sztafeta 5000 m     | N/A          | N/A          | N/A         | N/A         | 6:36,605 | 1.       | 6:32,035 | srebro  | [ 60 ] |

Kobiety
| Zawodniczka                              | Konkurencja          | Kwalifikacje | Kwalifikacje | Ćwierćfinał | Ćwierćfinał | Półfinał | Półfinał | Finał    | Finał   | Źródło |
| Zawodniczka                              | Konkurencja          | Czas         | Miejsce      | Czas        | Miejsce     | Czas     | Miejsce  | Czas     | Miejsce | Źródło |
| ---------------------------------------- | -------------------- | ------------ | ------------ | ----------- | ----------- | -------- | -------- | -------- | ------- | ------ |
| Qu Chunyu                                | Bieg na 500 metrów   | 42,971       | 2.           | 42,954      | 1.          | DSQ      | DSQ      | NQ       | NQ      | [ 61 ] |
| Fan Kexin                                | Bieg na 500 metrów   | 43,350       | 1.           | 43,485      | 2.          | DSQ      | DSQ      | NQ       | NQ      | [ 61 ] |
| Han Yutong                               | Bieg na 500 metrów   | 43,719       | 2.           | 43,627      | 3.          | NQ       | NQ       | NQ       | NQ      | [ 61 ] |
| Han Yutong                               | Bieg na 1000 metrów  | DSQ          | DSQ          |             |             |          |          |          |         | [ 61 ] |
| Qu Chunyu                                | Bieg na 1000 metrów  | 1:31,279     | 2,           | 1:31,284    | 2.          | DSQ      | DSQ      | NQ       | NQ      | [ 61 ] |
| Li Jinyu                                 | Bieg na 1000 metrów  | 1:32,335     | 1.           | 1:30,175    | 3.          | NQ       | NQ       | NQ       | NQ      | [ 61 ] |
| Han Yutong                               | Bieg na 1500 metrów  | 2:31,158     | 1.           | N/A         | N/A         | 2:22,826 | 3.       | 2:36,548 | 9.      | [ 61 ] |
| Zhou Yang (łyżwiarka)Zhou Yang           | Bieg na 1500 metrów  | 2:29,587     | 2.           | N/A         | N/A         | 2:23,485 | 3.       | 2:35,241 | 8.      | [ 61 ] |
| Li Jinyu                                 | Bieg na 1500 metrów  | 2:25,034     | 3.           | N/A         | N/A         | 2:33,005 | 4.       | 2:25,703 | srebro  | [ 61 ] |
| Fan Kexin Han Yutong Qu Chunyu Zhou Yang | Sztafeta 3000 metrów | N/A          | N/A          | N/A         | N/A         | 4:05,315 | 1.       | DSQ      | DSQ     | [ 61 ] |

### Skeleton
| Zawodnik      | Konkurencja | Ślizg 1 | Ślizg 1 | Ślizg 2 | Ślizg 2 | Ślizg 3 | Ślizg 3 | Ślizg 4 | Ślizg 4 | Łącznie | Pozycja | Źródło |
| Zawodnik      | Konkurencja | Czas    | Pozycja | Czas    | Pozycja | Czas    | Pozycja | Czas    | Pozycja | Łącznie | Pozycja | Źródło |
| ------------- | ----------- | ------- | ------- | ------- | ------- | ------- | ------- | ------- | ------- | ------- | ------- | ------ |
| Geng Wenqiang | mężczyźni   | 51,51   | 19.     | 50,87   | 7.      | 51,18   | 15.     | 51,09   | 12.     | 3:24,65 | 13.     | [ 62 ] |

### Skoki narciarskie
Mężczyźni
| Konkurencja  | Skoczek                   | Kwalifikacje | Kwalifikacje | Kwalifikacje | Skok 1    | Skok 1 | Skok 2    | Skok 2 | Nota  | Pozycja | Źródło |
| Konkurencja  | Skoczek                   | odległość    | Nota         | Miejsce      | odległość | Nota   | odległość | Nota   | Nota  | Pozycja | Źródło |
| ------------ | ------------------------- | ------------ | ------------ | ------------ | --------- | ------ | --------- | ------ | ----- | ------- | ------ |
| Chang Xinyue | skocznia normalna kobiety | N/A          | N/A          | N/A          | 83,0      | 69,6   | 84,5      | 85,3   | 154,9 | 20.     | [ 63 ] |

### Snowboarding
| Zawodnik     | Konkurencja       | Kwalifikacje | Kwalifikacje | Kwalifikacje | Kwalifikacje | Finał   | Finał   | Finał   | Finał | Finał   | Źródło        |
| Zawodnik     | Konkurencja       | Zjazd 1      | Zjazd 2      | Wynik        | Miejsce      | Zjazd 1 | Zjazd 2 | Zjazd 3 | wynik | Pozycja | Źródło        |
| ------------ | ----------------- | ------------ | ------------ | ------------ | ------------ | ------- | ------- | ------- | ----- | ------- | ------------- |
| Zhang Yiwei  | halfpipe mężczyzn | 32,50        | 74,00        | 74,00        | 15.          | NQ      | NQ      | NQ      | NQ    | NQ      | [ 64 ] [ 65 ] |
| Shi Wancheng | halfpipe mężczyzn | 10,00        | 11,75        | 11,75        | 29.          | NQ      | NQ      | NQ      | NQ    | NQ      | [ 64 ] [ 65 ] |
| Liu Jiayu    | halfpipe kobiet   | 87,75        | 41,00        | 87,75        | 2.           | 85,50   | 89,75   | 49,00   | 89,75 | srebro  | [ 66 ] [ 67 ] |
| Cai Xuetong  | halfpipe kobiet   | 65,75        | 69,00        | 69,00        | 6.           | 20,50   | 41,25   | 76,50   | 76,50 | 5.      | [ 66 ] [ 67 ] |
| Qiu Leng     | halfpipe kobiet   | 50,75        | 53,75        | 53,75        | 16.          | NQ      | NQ      | NQ      | NQ    | NQ      | [ 66 ] [ 67 ] |
| Li Shuang    | halfpipe kobiet   | 24,50        | 9,25         | 24,50        | 22.          | NQ      | NQ      | NQ      | NQ    | NQ      | [ 66 ] [ 67 ] |

| Zawodnik     | Konkurencja              | Rozstawienie | Rozstawienie | 1/8 finału      | Ćwierćfinał     | Półfinał        | Finał           | Finał   | Źródło        |
| Zawodnik     | Konkurencja              | Czas         | Miejsce      | Przeciwnik Czas | Przeciwnik Czas | Przeciwnik Czas | Przeciwnik Czas | Miejsce | Źródło        |
| ------------ | ------------------------ | ------------ | ------------ | --------------- | --------------- | --------------- | --------------- | ------- | ------------- |
| Zang Ruxin   | slalom równoległy kobiet | 1:35,63      | 22.          | NQ              | NQ              | NQ              | NQ              | NQ      | [ 68 ] [ 69 ] |
| Gong Naiying | slalom równoległy kobiet | 1:36,36      | 26.          | NQ              | NQ              | NQ              | NQ              | NQ      | [ 68 ] [ 69 ] |
| Xu Xiaoxiao  | slalom równoległy kobiet | DSQ          | DSQ          | NQ              | NQ              | NQ              | NQ              | NQ      | [ 68 ] [ 69 ] |